# Songeson
Songeson est une commune française située dans le département du Jura, dans la région culturelle et historique de Franche-Comté et la région administrative Bourgogne-Franche-Comté.

## Géographie
Songeson est un petit village situé sur le deuxième plateau jurassien, au-dessus de la reculée de Chalain, entre Doucier et Le Frasnois.
Il y a quelques décennies, il était encore animé par une école, une épicerie et une coopérative fromagère (encore appelée chalet ou fruitière) en association avec le village voisin de Fontenu mais, aujourd'hui, son activité agricole s'est réduite à quelques exploitations et sa population vieillit et diminue.
La fête du village était fixée à la saint Georges, le 23 avril.
L'église était desservie dans les années cinquante-soixante par le curé de Saffloz, après avoir été le centre d'une paroisse avant 1940.

### Climat
Pour des articles plus généraux, voir Climat de la Bourgogne-Franche-Comté et Climat du département du Jura.
En 2010, le climat de la commune est de type climat de montagne, selon une étude du Centre national de la recherche scientifique s'appuyant sur une série de données couvrant la période 1971-2000. En 2020, Météo-France publie une typologie des climats de la France métropolitaine dans laquelle la commune est dans une zone de transition entre le climat semi-continental et le climat de montagne et est dans la région climatique  Jura, caractérisée par une forte pluviométrie en toutes saisons (1 000 à 1 500 mm/an), des hivers rigoureux et un ensoleillement médiocre. 
Pour la période 1971-2000, la température annuelle moyenne est de 8,6 °C, avec une amplitude thermique annuelle de 16,5 °C. Le cumul annuel moyen de précipitations est de 1 624 mm, avec 12,7 jours de précipitations en janvier et 10,1 jours en juillet. Pour la période 1991-2020, la température moyenne annuelle observée sur la station météorologique de Météo-France la plus proche, « Cogna », sur la commune de Cogna à 9 km à vol d'oiseau, est de 10,8 °C et le cumul annuel moyen de précipitations est de 1 557,5 mm. 
La température maximale relevée sur cette station est de 39 °C, atteinte le 12 août 2003 ; la température minimale est de −18,5 °C, atteinte le 6 février 2012,,. 
Les paramètres climatiques de la commune ont été estimés pour le milieu du siècle (2041-2070) selon différents scénarios d'émission de gaz à effet de serre à partir des nouvelles projections climatiques de référence DRIAS-2020. Ils sont consultables sur un site dédié publié par Météo-France en novembre 2022.

## Urbanisme

### Typologie
Au 1er janvier 2024, Songeson est catégorisée commune rurale à habitat dispersé, selon la nouvelle grille communale de densité à sept niveaux définie par l'Insee en 2022.
Elle est située hors unité urbaine et hors attraction des villes,.

### Occupation des sols
L'occupation des sols de la commune, telle qu'elle ressort de la base de données européenne d’occupation biophysique des sols Corine Land Cover (CLC), est marquée par l'importance des forêts et milieux semi-naturels (64,8 % en 2018), une proportion identique à celle de 1990 (64,8 %). La répartition détaillée en 2018 est la suivante : 
forêts (64,8 %), terres arables (15,5 %), prairies (12,8 %), zones agricoles hétérogènes (6,9 %). L'évolution de l’occupation des sols de la commune et de ses infrastructures peut être observée sur les différentes représentations cartographiques du territoire : la carte de Cassini (XVIIIe siècle), la carte d'état-major (1820-1866) et les cartes ou photos aériennes de l'IGN pour la période actuelle (1950 à aujourd'hui).

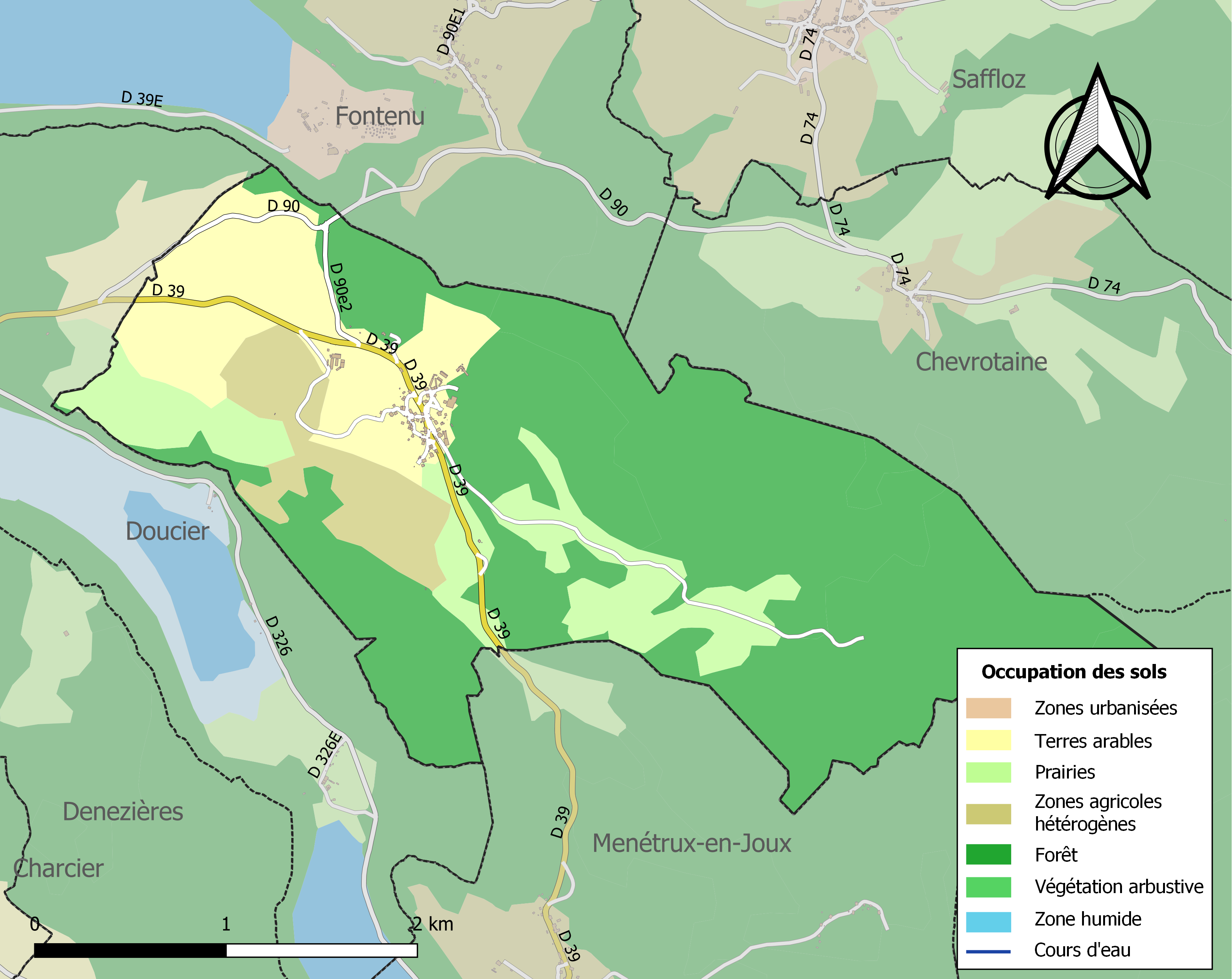
Carte des infrastructures et de l'occupation des sols de la commune en 2018 (CLC).

## Politique et administration
| Période   | Période   | Identité             | Étiquette | Qualité |
| --------- | --------- | -------------------- | --------- | ------- |
| mars 2001 | mars 2014 | Gilbert Jeannin      |           |         |
| mars 2014 | mars 2020 | Danouschka Sieworeck |           |         |
| mars 2020 | En cours  | Jean-Luc Cattet      |           |         |

## Démographie
L'évolution du nombre d'habitants est connue à travers les recensements de la population effectués dans la commune depuis 1793. Pour les communes de moins de 10 000 habitants, une enquête de recensement portant sur toute la population est réalisée tous les cinq ans, les populations de référence des années intermédiaires étant quant à elles estimées par interpolation ou extrapolation. Pour la commune, le premier recensement exhaustif entrant dans le cadre du nouveau dispositif a été réalisé en 2006.

En 2022, la commune comptait 72 habitants, en évolution de +4,35 % par rapport à 2016 (Jura : −0,81 %, France hors Mayotte : +2,11 %).
| 1793 | 1800 | 1806 | 1821 | 1831 | 1836 | 1841 | 1846 | 1851 |
| ---- | ---- | ---- | ---- | ---- | ---- | ---- | ---- | ---- |
| 242  | 258  | 259  | 247  | 236  | 257  | 261  | 263  | 235  |

| 1856 | 1861 | 1866 | 1872 | 1876 | 1881 | 1886 | 1891 | 1896 |
| ---- | ---- | ---- | ---- | ---- | ---- | ---- | ---- | ---- |
| 228  | 191  | 196  | 185  | 172  | 197  | 190  | 188  | 174  |

| 1901 | 1906 | 1911 | 1921 | 1926 | 1931 | 1936 | 1946 | 1954 |
| ---- | ---- | ---- | ---- | ---- | ---- | ---- | ---- | ---- |
| 177  | 152  | 143  | 124  | 124  | 122  | 105  | 106  | 109  |

| 1962 | 1968 | 1975 | 1982 | 1990 | 1999 | 2006 | 2011 | 2016 |
| ---- | ---- | ---- | ---- | ---- | ---- | ---- | ---- | ---- |
| 103  | 101  | 85   | 66   | 51   | 58   | 70   | 76   | 69   |

| 2021 | 2022 | - | - | - | - | - | - | - |
| ---- | ---- | - | - | - | - | - | - | - |
| 71   | 72   | - | - | - | - | - | - | - |

## Lieux et monuments

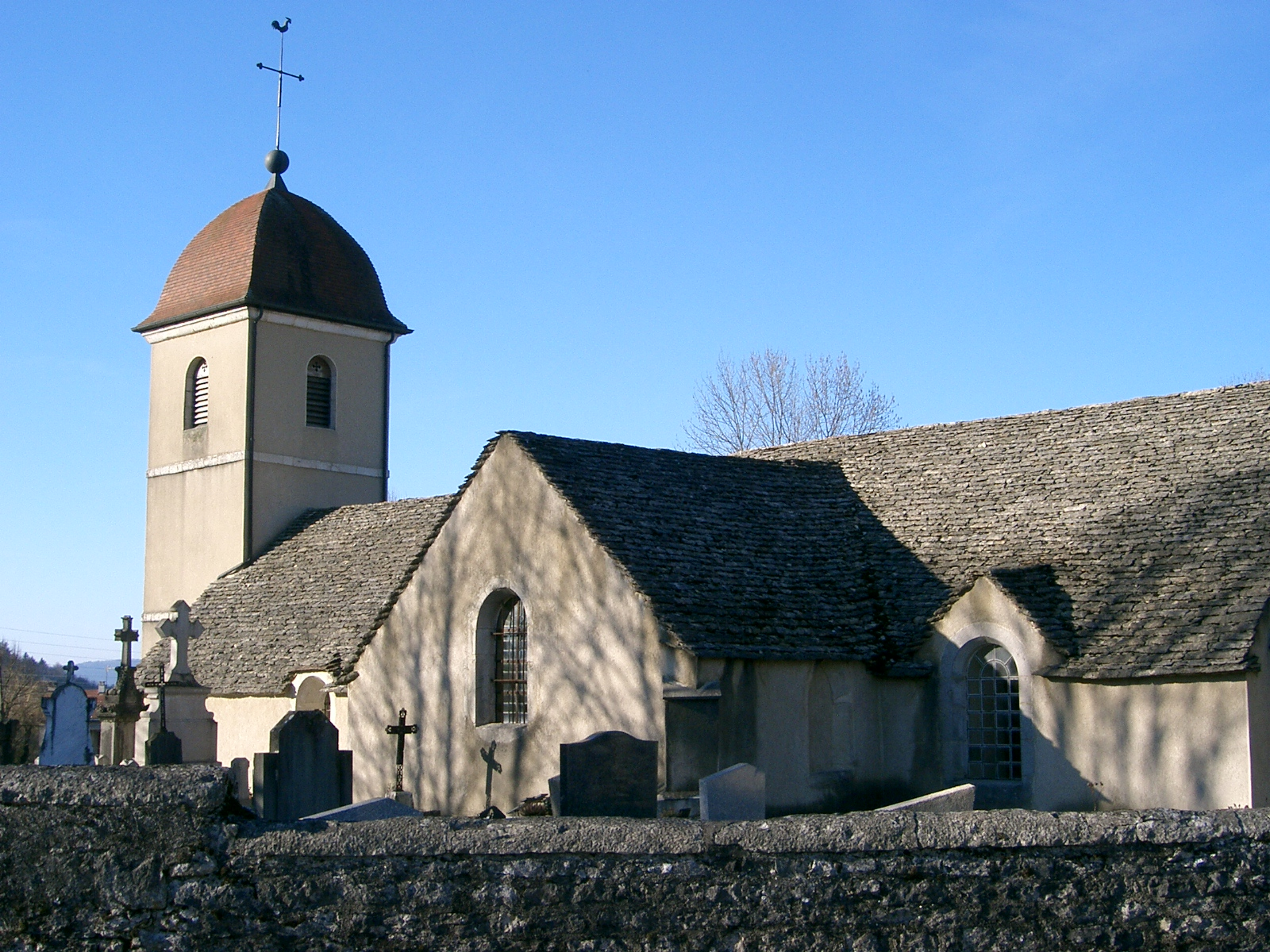
Église de Songeson (nef)

- L'église date du milieu du XVIe siècle et conserve un toit en pierres plates (appelées laves dans le Jura). Un clocher a été ajouté en 1780 mais l'ensemble a souffert d'un incendie en 1833. Une réfection récente a restitué son charme à cet édifice intéressant aussi par le tableau représentant Saint Georges terrassant le dragon, peint par Jérôme Vandel (de Saint Claude) en 1852, qui est placé au-dessus de l'ancien autel.

L'église fait l'objet d'une inscription au titre des Monuments historiques depuis le 11 juin 1980.

## Personnalités liées à la commune
Luc Dietrich (1913-1944) fut garçon de ferme à Songeson. Il fit une description épouvantable de la vie paysanne et de certains habitants de ce village qui choqua profondément le peu de personnes  originaires de Songeson qui eurent l'occasion de lire ou d'entendre parler du "bonheur des tristes". La réputation du village ressortit en effet plutôt entachée après la publication de ce livre.